# Miller Peak (Ellsworthland)
Der Miller Peak ist ein Berg mit zwei Gipfeln im westantarktischen Ellsworthland. Er ragt aus dem zentralen Teil eines Bergkamms zwischen dem Hudman-Gletscher und dem Carey-Gletscher in den Petvar Heights am südlichen Ende der Sentinel Range des Ellsworthgebirges auf.
Der United States Geological Survey kartierte ihn anhand eigener Vermessungen und mithilfe von Luftaufnahmen der United States Navy zwischen 1957 und 1959. Das Advisory Committee on Antarctic Names benannte ihn 1961 nach Charles S. Miller, Flugzeugelektroniker der US-Navy, der am 18. Oktober 1956 beim Absturz einer Lockheed P2V Neptune am McMurdo-Sund ums Leben kam.